# Joe Smith (Jazzmusiker)
Joe „Fox“ Smith (* 28. Juni 1902 als Joseph Emery Smith, auch Toots genannt in Ripley, Ohio; † 2. Dezember 1937 in New York City) war ein US-amerikanischer Jazz-Trompeter und -Kornettist. 

## Leben
Smith entstammt einer Familie von Trompetern; der Vater spielte Trompete in einer Brass Band, einer seiner Brüder, Russell Smith, war gleichfalls Jazztrompeter.
Smith begann seine musikalische Laufbahn in kleineren Bands in Missouri und kam um 1920 erstmals nach New York City. Im Folgejahr gehörte er in Chicago zu den Black Swan Masters. Dann begleitete er eine Vielzahl von bekannten Bluessängerinnen, darunter Mamie Smith (1922–23), Ethel Waters und Bessie Smith, deren Lieblingstrompeter er wurde. Auch gehörte er zu Billy Paiges Broadway Syncopators. Nachdem er der musikalische Leiter der Band von  Noble Sissle und Eubie Blake war, schloss er sich im Jahr 1925, wie sein Bruder, dem Orchester von Fletcher Henderson an, wo er einer der Star-Solisten war. Er wurde damit Nachfolger und Kollege von berühmten Musikern wie Louis Armstrong, Rex Stewart und Tommy Ladnier. Ab 1929 gehörte er bis 1934 zu McKinney’s Cotton Pickers. In den dreißiger Jahren erkrankte er psychisch, nachdem er, wie Schlagzeuger Kaiser Marshall in Hear Me Talkin´ to Ya erzählte, 1930 in einem Autounfall unter Alkoholeinfluss den Tod eines befreundeten Musikerkollegen (des Sängers George „Fathead“ Thomas) verursacht hatte. Er lebte in Kansas City (wo er noch kurz für Bennie Moten, Kaiser Marshall, McKinney und Fletcher Henderson tätig war), verbrachte später mehrere Jahre im New Yorker Bellevue Hospital und verstarb schließlich an Tuberkulose.

## Würdigung
Gunther Schuller bezeichnete Smith als einen der interessantesten Trompeter der 1920er-Jahre, weil er instrumentaltechnische Meisterschaft mit einem emotionalen und lyrischen Stil verband, wie sie in den frühen Tagen des Jazz kaum bekannt waren. Nach dem Reclams Jazzlexikon hatte er „den lyrischsten und gesangsähnlichsten Ton unter allen Trompetern“. Scott Yanow zufolge wurde er oft mit Bix Beiderbecke verglichen. Smith war auch ein absoluter Meister auf der gestopften Trompete, wobei er das „wawa-mute“ technisch ebenso versiert, allerdings in einem weniger „erdigen“, „downhome“-Bluesstil spielte wie King Oliver, wie auch auf dem offen gespielten Instrument. Seine besten „offenen“ Soli reichen für Fans des traditionellen Jazz dabei durchaus an die lyrische Schönheit der besten Soli von Beiderbecke heran (Beispiel: Fletcher Hendersons The Stampede von 1926, auf dem Smith das mittlere Solo spielt, wobei dieses von zwei Rex-Stewart-Soli am Anfang und am Ende kontrastiert wird).
Fletcher Henderson bezeichnete Smith als „den seelenvollsten [soulful] Trompeter, den er je gekannt hatte“.

## Lexikalische Einträge
- Wolf Kampmann (Hrsg.), unter Mitarbeit von Ekkehard Jost: Reclams Jazzlexikon. Reclam, Stuttgart 2003, ISBN 3-15-010528-5.
- Martin Kunzler: Jazz-Lexikon. Band 2: M–Z (= rororo-Sachbuch. Bd. 16513). 2. Auflage. Rowohlt, Reinbek bei Hamburg 2004, ISBN 3-499-16513-9.